# Копотиенко, Анастасия Ивановна
Анастасия Ивановна Копотиенко, в девичестве — Балан (2 мая 1927 года) — звеньевая колхоза «Червоный прапор» Ново-Украинского района Кировоградской области, Украинская ССР. Герой Социалистического Труда (1948).
В 1947 году звено Анастасии Балан собрало в среднем по 31,1 центнеров пшеницы с каждого гектара на участке площадью 10 гектаров. Указом Президиума Верховного Совета СССР от 16 февраля 1948 года «за получение высоких урожаев пшеницы, ржи, кукурузы и сахарной свеклы, при выполнении колхозом обязательных поставок и натуроплаты за работу МТС в 1947 году и обеспеченности семенами зерновых культур для весеннего сева 1948 года» удостоена звания Героя Социалистического Труда с вручением ордена Ленина и золотой медали «Серп и Молот».